# جبرك
الجبر ك أو كي الجيبرا (بالإنجليزية: KAlgebra)‏ هي حاسبة رسومية ضمن حزمة كيدي التعليمية. مبنية على لغة توصيف ماث إم إل, لكن مَعرِفة ماث إم إل ليست مطلوبة لاستخدامها. الحاسبة تحتوي على دالات عددية ومنطقية ورمزية وتحليلية, ويمكنها رسم النتيجة على تخطيط ثلاثي أو ثنائي الأبعاد. الجبر ك برمجية حرة ومفتوحة المصدر, مرخصة برخصة جنو العمومية 2 أو أعلى.
ذَكَرت العديد من المصادر الإعلامية الجبر ك كبرمجية تعليمية حرة ومفتوحة المصدر / برمجية تعليمية مفتوحة المصدر.

## واجهة المستخدم والصيغة

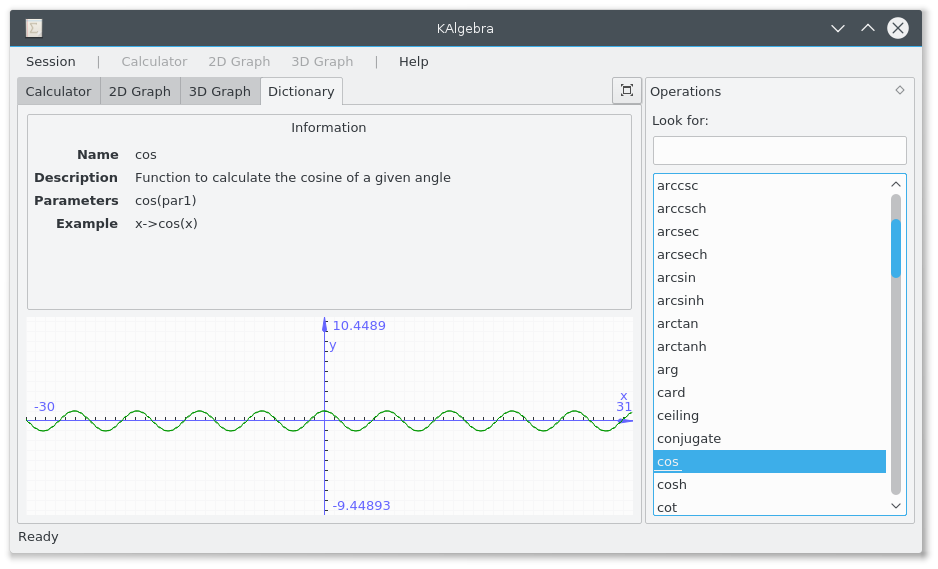
دالة جتا «Cosine» في عرض القاموس.

الجبر ك تستخدم صيغة جبرية مشابهة للصيغة المستخدمة في الآلات الحاسبة الرسومية الحديثة. التعابير التي يدخلها المستخدم تُحوّل إلى ماث إم إل في الخلفية, أو يمكن إدخالها مباشرةً. البرمجية مقسمة إلى أربعة مناطق: عرض محاكي الطرفية, وتخطيط ثنائي الأبعاد, وتخطيط ثلاثي الأبعاد, وقاموس. يمكن تنفيذ سلسلة من الحسابات من خلال نصوص برمجية يكتبها المستخدم.
القاموس يحتوي على قائمة بكل دالات الجبر ك. يمكن البحث عن الدالات بمعطيات وأمثلة ومعادلات وتخطيطات للمعاينة. أكثر من 100 دالة مدعومة حالياً.

## التخطيط البياني والقاموس

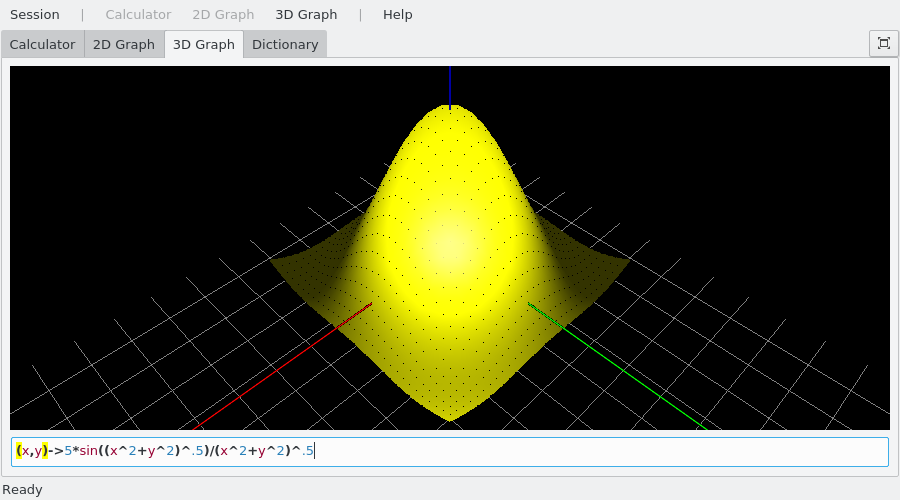
تخطيط ثلاثي الأبعاد يوضح دالة سومبريرو.

في عرض التخطيطات ثنائية وثلاثية الأبعاد, يمكن تقييم وتخطيط الدالات. يدعم الجبر ك الدالات المعتمدة على المحورين السيني «x» والصادي «y» فقط حالياً. كلا العرضين يدعمان تغيير نقطة العرض. يمكن للمستخدم تحريك المؤشر على أي خط للحصول على الإحداثيين «x» و «y» الدقيقين للتخطيط ثنائي الأبعاد, يمكن أيضا عرض خط مماس.
في العرض ثلاثي الأبعاد, يمكن للمستخدم التحكم بموقع نقطة العرض باستخدام أسهم لوحة المفاتيح وتكبير أو تصغير التخطيط باستخدام مفاتيح W و S بالترتيب. يمكن للمستخدم أيضاً رسم الخطوط والنقاط على التخطيط الثلاثي الأبعاد وتصديره إلى عدة صيَّغ.

## وصلات خارجية
- صفحة الجبر ك على موقع kde.org
- صفحة الجبر ك على في تطبيقات كيدي نسخة محفوظة 4 مارس 2016 على موقع واي باك مشين.
- كتيب تعليمات الجبر ك (توثيق)